# Čičarovce
Čičarovce (in ungherese Csicser, in tedesco Tschetscher) è un comune della Slovacchia facente parte del distretto di Michalovce, nella regione di Košice.

## Storia
La località è stata abitata fin dalla preistoria. Nei suoi dintorni infatti, sono stati ritrovati manufatti che risalgono alla civiltà del Bronzo e al periodo di Hallstatt. Inoltre, sono stati scoperti numerosi reperti di epoca romana e tracce degli insediamenti slovacchi più antichi. 
Nei documenti Čičarovce è citato per la prima volta nel 1263 con il nome di Checher, quando il nobile Sobeslav Chechery lasciava la località in eredità ai suoi figli. Nel 1458, la Signoria di Čičarovce ampliò i suoi possedimenti fino a ricomprendervi i villaggi di Vojany, Ižkovce e Beša. Dal XV secolo al XVI secolo appartenne ai nobili Orosz. Nel XIX secolo tornò ai conti Csicsery, discendenti di Sobeslav. Dal 1938 al 1944 fece parte dell'Ungheria.